# Saeul
Saeul (en luxembourgeois : Sëll ) est une localité luxembourgeoise et le chef-lieu de la commune portant le même nom située dans le canton de Redange.

## Géographie

### Localisation
|           | Useldange |             |
| Beckerich | Saeul     | Helperknapp |
|           | Habscht   |             |

Le village s'est développé le long d'une ancienne voie qui reliait Arlon à Mersch. Aujourd'hui, il est traversé par les routes nationales N8 et N12.

### Sections de la commune
- Calmus
- Ehner
- Kapweiler
- Saeul (chef-lieu)
- Schwebach

### Relief et géologie
Le point culminant de la commune (391 m) se situe non loin de l'intersection de la route nationale N8 et du CR 112A.
La commune est située sur la bordure nord du grès de Luxembourg.

## Histoire
Au lieu-dit Kaschelt existait une fortification celte.
Pendant la Seconde Guerre mondiale, le 10 mai 1940, jour du déclenchement de l'invasion du Luxembourg, Saeul est prise par les Allemands de la 10e Panzerdivision qui a pour objectif de traverser la Meuse à Sedan.

## Politique et administration

### Liste des bourgmestres
| Période                                  | Période          | Identité          | Étiquette   | Qualité                |
| ---------------------------------------- | ---------------- | ----------------- | ----------- | ---------------------- |
| janvier 1844                             | …                | Mathias Ketter    |             | Cultivateur            |
| …                                        | …                | …                 |             |                        |
| novembre 1999                            | janvier 2009     | Nicolas Schockmel |             | Professeur             |
| janvier 2009                             | 11 décembre 2018 | Raoul Clausse     | Indépendant | Professeur de français |
| 7 mars 2019                              | En cours         | Jean Konsbruck    | Indépendant |                        |
| Les données manquantes sont à compléter. |                  |                   |             |                        |

## Population et société

### Démographie
L'évolution du nombre d'habitants est connue à travers les recensements de la population effectués dans le pays depuis 1821. Les recensements décennaux de la population permettent de caler les chiffres sur la composition de la population par sexe, âge, nationalité et commune de résidence. Entre deux recensements, la population au 1er janvier de l’année {\displaystyle x} est évaluée en ajoutant à la population au 1er janvier de l’année {\displaystyle x-1} les soldes naturel (naissances {\displaystyle -} décès) et migratoire (arrivées {\displaystyle -} départs) de l'année. La même méthode est appliquée pour la répartition par âge au 1er janvier et les effectifs totaux par nationalité. Depuis le 1er septembre 2023, le Luxembourg dénombre 100 communes.
Au 1er janvier 2025, la commune comptait 1 009 habitants.
| 1821 | 1851 | 1871 | 1880 | 1890 | 1900 | 1910 | 1922 | 1930 |
| ---- | ---- | ---- | ---- | ---- | ---- | ---- | ---- | ---- |
| 539  | 706  | 763  | 735  | 670  | 604  | 592  | 565  | 526  |

| 1935 | 1947 | 1960 | 1970 | 1978 | 1979 | 1981 | 1983 | 1984 |
| ---- | ---- | ---- | ---- | ---- | ---- | ---- | ---- | ---- |
| 511  | 497  | 420  | 426  | 404  | 409  | 426  | 430  | 440  |

| 1985 | 1986 | 1987 | 1988 | 1989 | 1990 | 1991 | 1992 | 1993 |
| ---- | ---- | ---- | ---- | ---- | ---- | ---- | ---- | ---- |
| 450  | 450  | 460  | 478  | 480  | 475  | 440  | 452  | 449  |

| 1994 | 1995 | 1996 | 1997 | 1998 | 1999 | 2000 | 2001 | 2002 |
| ---- | ---- | ---- | ---- | ---- | ---- | ---- | ---- | ---- |
| 460  | 464  | 462  | 465  | 473  | 479  | 463  | 460  | 468  |

| 2003 | 2004 | 2005 | 2006 | 2007 | 2008 | 2009 | 2010 | 2011 |
| ---- | ---- | ---- | ---- | ---- | ---- | ---- | ---- | ---- |
| 493  | 517  | 538  | 545  | 627  | 656  | 695  | 697  | 673  |

| 2012 | 2013 | 2014 | 2015 | 2016 | 2017 | 2018 | 2019 | 2020 |
| ---- | ---- | ---- | ---- | ---- | ---- | ---- | ---- | ---- |
| 677  | 714  | 697  | 710  | 723  | 780  | 790  | 844  | 857  |

| 2021 | 2022 | 2023 | 2024 | 2025  | - | - | - | - |
| ---- | ---- | ---- | ---- | ----- | - | - | - | - |
| 874  | 958  | 983  | 980  | 1 009 | - | - | - | - |

Pour des raisons techniques, il est temporairement impossible d'afficher le graphique qui aurait dû être présenté ici.

## Culture locale et patrimoine

### Lieux et monuments
De 2000 à 2002 l'administration communale a fait aménager au lieu-dit Hëlzent un parc public comprenant un étang artificiel de 200 m², l'ancien lavoir restauré, ainsi qu'un chêne remarquable par son âge et son imposante couronne. Un chemin pour piétons relie le village de Saeul au parc.